# Terapon jarbua
Terapon jarbua, conocido como jarbua terapon, gruñidor de bandas crescentes, perca creciente o perca tigre, es una especie de pez con aletas radiadas, perteneciente a la familia Terapontidae. Se encuentra en la región del Indo-Pacífico. Es una especie de importancia comercial en su área de distribución y, ocasionalmente, se comercializa en acuarios, donde se le conoce como "pez diana" debido al patrón visible desde arriba.

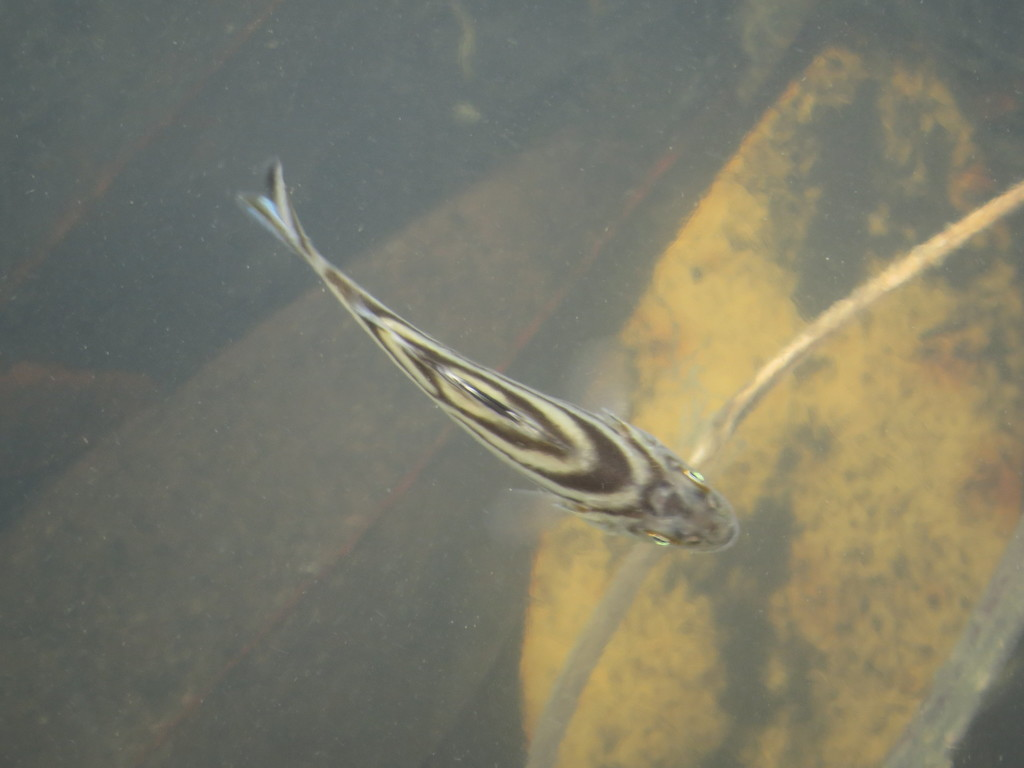
Terapon jarbua muestra un patrón distintivo desde arriba, Cairns

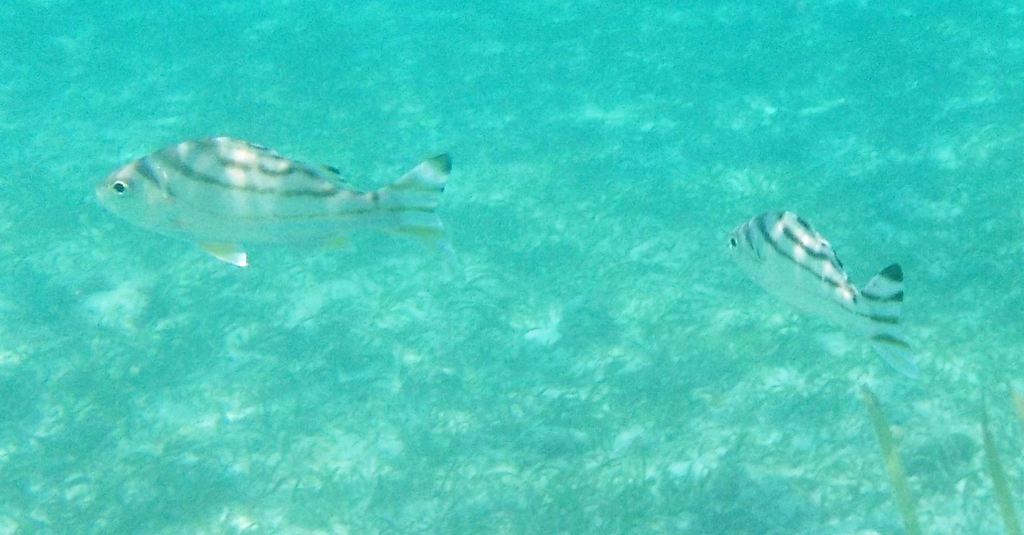
Terapon jarbua, Filipinas

## Descripción
Terapon jarbua es un gruñidor de tamaño mediano con un cuerpo oblongo y moderadamente comprimido lateralmente. Su boca es oblicua, con mandíbulas de igual longitud. En los juveniles, la mandíbula superior alcanza el nivel del borde frontal del ojo, mientras que en los adultos llega al centro del ojo. Posee dientes cónicos, ligeramente curvados hacia atrás, dispuestos en bandas, siendo los de las filas externas mucho más grandes. En los juveniles, hay dientes en el techo de la boca, pero en muchos adultos estos están ausentes. La aleta dorsal tiene de 11 a 12 espinas y de 9 a 11 radios blandos, con una porción espinosa fuertemente arqueada, donde las espinas cuarta a sexta son las más largas, y presenta una muesca profunda. La aleta anal cuenta con 3 espinas y de 7 a 10 radios blandos. Poseen entre 75 y 100 escamas porosas en la línea lateral.
El cuerpo de este pez es de color blanco plateado, con 3 o 4 bandas curvas que se extienden desde la nuca hasta la parte posterior del cuerpo, siendo la banda inferior la que continúa a través del centro de la aleta caudal. También presentan una mancha negra en la parte espinosa de la aleta dorsal, entre la tercera y sexta espina, y la cola está rayada con la punta de cada lóbulo de color negro.
Esta especie alcanza la madurez sexual al llegar a una longitud total de 13 centímetros (5,1 pulgadas). Se registran comúnmente a longitudes totales de alrededor de 25 centímetros (9,8 pulgadas), y el ejemplar más largo registrado alcanzó los 36 centímetros (14 pulgadas).

## Distribución

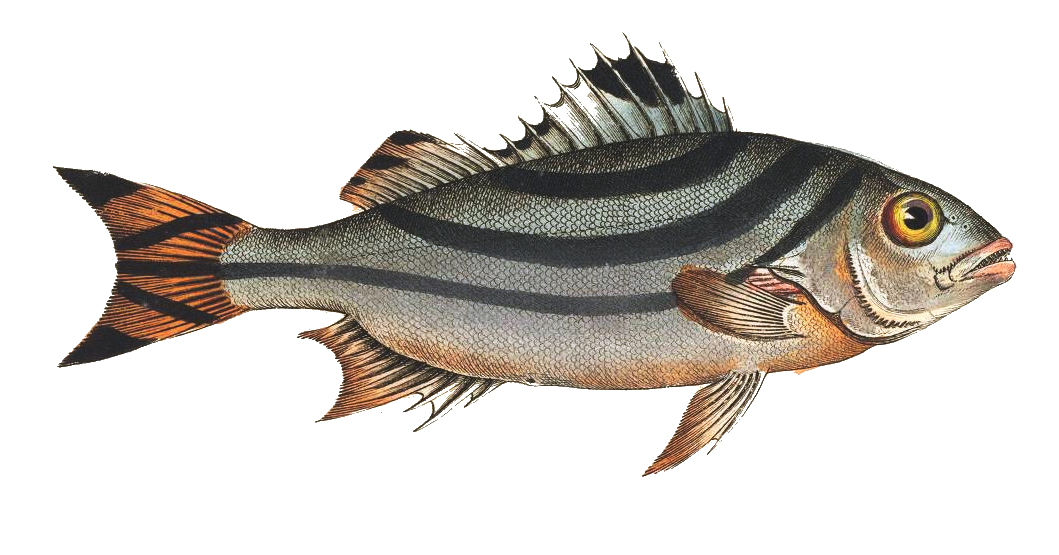

Terapon jarbua tiene una amplia distribución en el Indo-Pacífico, que se extiende desde el Mar Rojo y las costas del este de África, llegando al sur hasta Sudáfrica, a través del Océano Índico, incluyendo el Golfo Pérsico, y hacia el Océano Pacífico, alcanzando al este hasta Samoa. Su rango también se extiende hacia el norte hasta Japón y al sur hasta el Mar de Arafura y la Isla Lord Howe.
En 2010, se reportó un único ejemplar en el este del Mar Mediterráneo probablemente ingresado a través del Canal de Suez.

## Hábitat y biología
Terapon jarbua es un gruñidor eurihalino capaz de tolerar una amplia gama de salinidades, desde agua completamente dulce hasta niveles de salinidad de hasta un 70%. Esto le permite habitar en diversos entornos, desde áreas marinas puras hasta aguas costeras, estuarios, lagunas costeras y ríos de agua dulce.Aunque es principalmente una especie marina, puede desplazarse bastante río arriba en aguas dulces.
Los juveniles de T. jarbua suelen ser numerosos en áreas con fondos arenosos y se registran con frecuencia en pozas de marea. Esta especie es depredadora y se alimenta de peces más pequeños, pero también actúa como pez limpiador al consumir ectoparásitos de peces más grandes. Además, se sabe que comen sus escamas, que son ricas en calorías. El color distintivo y las pequeñas escamas de T. jarbua podrían ser una adaptación para evitar ataques de otros ejemplares de su misma especie.También se alimentan de insectos y otros invertebrados.
Se ha observado que los juveniles son territoriales y excavan cráteres en la arena, posiblemente para mantener su posición a medida que la marea sube y baja. Los peces jóvenes, con longitudes estándar de entre 2 y 5 centímetros (0,79 y 1,97 pulgadas), son gregarios, pero se vuelven territoriales cuando alcanzan entre 9 y 15 centímetros (3,5 y 5,9 pulgadas). Estos peces pueden producir sonidos mediante músculos externos en su vejiga natatoria, que utilizan para comunicarse. Se ha demostrado que estos sonidos cambian tanto con la madurez del pez como con las variaciones en su entorno.
Aunque se han encontrado tanto juveniles como adultos en agua dulce, la reproducción de esta especie ocurre en el entorno marino.

## Pesca
Terapon jarbua se captura utilizando diversos métodos de pesca costera, como redes de enmalle, trampas, líneas de mano y redes de arrastre de fondo.Estos peces se comercializan tanto frescos como en forma seca y salada.Además, esta especie está disponible ocasionalmente en el comercio de acuarios.

## Taxonomía
Terapon jarbua fue descrito formalmente por primera vez utilizando el nombre árabe Djarbua en un borrador elaborado por Peter Forsskål. La descripción podría haber sido realizada por Forsskål o por Carsten Niebuhr, pero fue compilada por el naturalista danés Johan Christian Fabricius (1745-1808). El espécimen provino de la localidad tipo indicada como Jeddah. En el documento Descriptiones animalium, fue incluido bajo la combinación Sciaena jarbua, y de acuerdo con las reglas de autoría, debe citarse correctamente como Fabricius [ex Forsskål] en Niebuhr, 1775.
Algunos expertos sugieren que el taxón actualmente denominado Terapon jarbua, que abarca un amplio rango geográfico, podría en realidad representar más de una especie.Una posible división sería entre las especies del oeste del Océano Índico, como se describió originalmente por Fabricius, y la especie descrita por Bloch en Japón, que sería conocida como Terapon servus.